# Hippiscus ocelote
Hippiscus ocelote är en insektsart som först beskrevs av Henri Saussure 1861.  Hippiscus ocelote ingår i släktet Hippiscus och familjen gräshoppor. Inga underarter finns listade i Catalogue of Life.